# Neoarchaesphaera
Neoarchaesphaera es un género de foraminífero bentónico de la subfamilia Archaesphaerinae, de la familia Archaesphaeridae, de la superfamilia Parathuramminoidea, del suborden Fusulinina y del orden Fusulinida. Su especie tipo es Neoarchaesphaera magna. Su rango cronoestratigráfico abarca el Fameniense (Devónico superior).

## Discusión
Clasificaciones más recientes incluyen Neoarchaesphaera en la superfamilia Caligelloidea, del suborden Earlandiina, del orden Earlandiida, de la subclase Afusulinana y de la clase Fusulinata.

## Clasificación
Neoarchaesphaera incluye a las siguientes especies:
- Neoarchaesphaera bykovae †
  - Neoarchaesphaera bykovae altaica †
- Neoarchaesphaera magna †
- Neoarchaesphaera parvispinosa †
- Neoarchaesphaera radiata †

En Neoarchaesphaera se ha considerado el siguiente subgénero:
- Neoarchaesphaera (Elenella), aceptado como género Elenella